# Saint-Chamant (Corrèze)
 Saint-Chamant  (en occitano Sench Amanç) es una comuna y población de Francia, en la región de Lemosín, departamento de Corrèze, en el distrito de Tulle y cantón de Argentat.
Su población en el censo de 2008 era de 511 habitantes.
Está integrada en la Communauté de communes du Pays d'Argentat .

## Demografía
| 605 | 665 | 617 | 560 | 513 | 511 | 511 |
| Para los censos de 1962 a 1999 la población legal corresponde a la población sin duplicidades (Fuente: INSEE [Consultar]) |     |     |     |     |     |     |